# Loos British Cemetery
Loos British Cemetery is een Britse militaire begraafplaats met gesneuvelden uit de Eerste Wereldoorlog en gelegen in de Franse gemeente Loos-en-Gohelle ( Pas-de-Calais). De begraafplaats werd ontworpen door Herbert Baker en ligt 750 m ten zuidoosten van het centrum van Loos en 3,6 km ten zuidoosten van het centrum van Lens. Het terrein heeft een nagenoeg rechthoekig grondplan met een oppervlakte van 11.364 m² en is omgeven door een natuurstenen muur. Het Cross of Sacrifice en de Stone of Remembrance staan op dezelfde aslijn tegenover elkaar op ongeveer 2/3 van de lengte van de begraafplaats. Het Cross staat op een verhoogd terras met trappen. De begraafplaats wordt onderhouden door de Commonwealth War Graves Commission.
Er worden 2.850 doden herdacht waarvan er 1.965 niet meer geïdentificeerd konden worden. Er ligt ook een Britse en een Nieuw-Zeelandse gesneuvelde uit de Tweede Wereldoorlog begraven.

## Geschiedenis
Gedurende de slag om Loos van 25 september 1915 tot 8 oktober 1915, werd de gemeente door de 15th (Scottish) en de 47th (London) Division veroverd op de Duitsers en door de Franse troepen bezet en verdedigd.
De begraafplaats werd in juli 1917 door het Canadian Corps aangelegd. Na de wapenstilstand werd ze uitgebreid met slachtoffers die voorlopig begraven waren in de omliggende slagvelden en kleinere begraafplaatsen uit de wijde omgeving rond Loos. Deze waren: Barts Alley Cemetery in Vermelles, Caldron Military Cemetery (Red Mill), Cite Calonne Military Cemetery en Lievin Station Cemetery in Liévin, Corkscrew Cemetery en Loos (Fort Glatz) German Cemetery in Loos,  Courcelles-les-Lens Communal Cemetery in Courcelles. De grote meerderheid van de slachtoffers vielen in de gevechten tijdens de slag om Loos.
Er worden 2.403 Britten en 446 Canadezen herdacht. Voor 2 Britten en 4 Canadezen werden Special Memorials opgericht omdat hun graven niet meer gelokaliseerd konden worden en men aanneemt dat ze zich onder de naamloze grafzerken bevinden. Voor 44 Canadezen en 12 Britten werd een Duhallow Block opgericht omdat zij oorspronkelijk in andere begraafplaatsen werden begraven maar niet meer gevonden werden omdat hun graven door artillerievuur waren vernietigd. Er ligt ook 1 Franse soldaat begraven.

## Latere bijzettingen
- In juni 2001 werden twee soldaten gevonden tijdens werken in Loos. Eén ervan kon geïdentificeerd worden als John Young Brown, korporaal bij de Cameron Highlanders. Hij werd samen met zijn onbekende kameraad op 20 oktober 2004 op deze begraafplaats herbegraven.[3]
- In 2010 werden bij graafwerken in Vendin-le-Vieil 20 Britse soldaten opgegraven. Slechts 1 slachtoffer kon geïdentificeerd worden als William McAleer, soldaat bij de Royal Scottish Fusiliers. Zij werden met militaire eer op 14 maart 2014 op deze begraafplaats herbegraven.[4]

## Graven

### Onderscheiden militairen
- Claude Boyle May, kapitein bij het Border Regiment en H. W. Morris, luitenant bij de Canadian Infantry ontvingen het Military Cross (MC).
- sergeant C. Allen en korporaal J. Fisher, allebei van het South Staffordshire Regiment; sergeant A. McLeod van de Canadian Infantry en compagnie sergeant-majoor George Stuart Williams van de Cameronians (Scottish Rifles) ontvingen de Distinguished Conduct Medal (DCM).
- er zijn 15 manschappen die de Military Medal (MM) ontvingen.

### Minderjarige militairen
- de soldaten Harold Gordon Lake, Peter Flavin en Leo Francis Gould waren slecht 16 jaar toen ze sneuvelden.
- sergeant G.A. Randall en de soldaten David Robertson, William MacGartland, G.H. Potter, Kristian Hansen, J. Bruce en John J. Brennan waren slechts 17 jaar toen ze sneuvelden.

### Aliassen
- soldaat H. Sullivan deed onder het alias H. Sutherland dienst bij de Canadian Infantry.
- soldaat George Fixter deed onder het alias G. Line dienst bij het Lincolnshire Regiment.
- soldaat P. Mullins deed onder het alias J. Murphy dienst bij de Highland Light Infantry.